# Pacá
Pacá je rijeka u Kolumbiji, pritoka rijeke Papurí. Pripada porječju rijeke Amazone.